# アップアップガールズ（仮）のハロー!プロジェクトのコンサート出演
女性アイドルグループ『アップアップガールズ（仮）』（アップアップガールズかっこかり）は、2013年1月に行われたハロー!プロジェクトのコンサート『Hello! Project 誕生15周年記念ライブ2013冬』にゲストとして出演（しゅつえん）し、アップアップガールズ（仮）の当時の最新曲「チョッパー☆チョッパー」を披露した。MCでは「私たちはハロプロエッグを辞めさせられて」という一言が観客の笑いを呼んだ。

## 背景

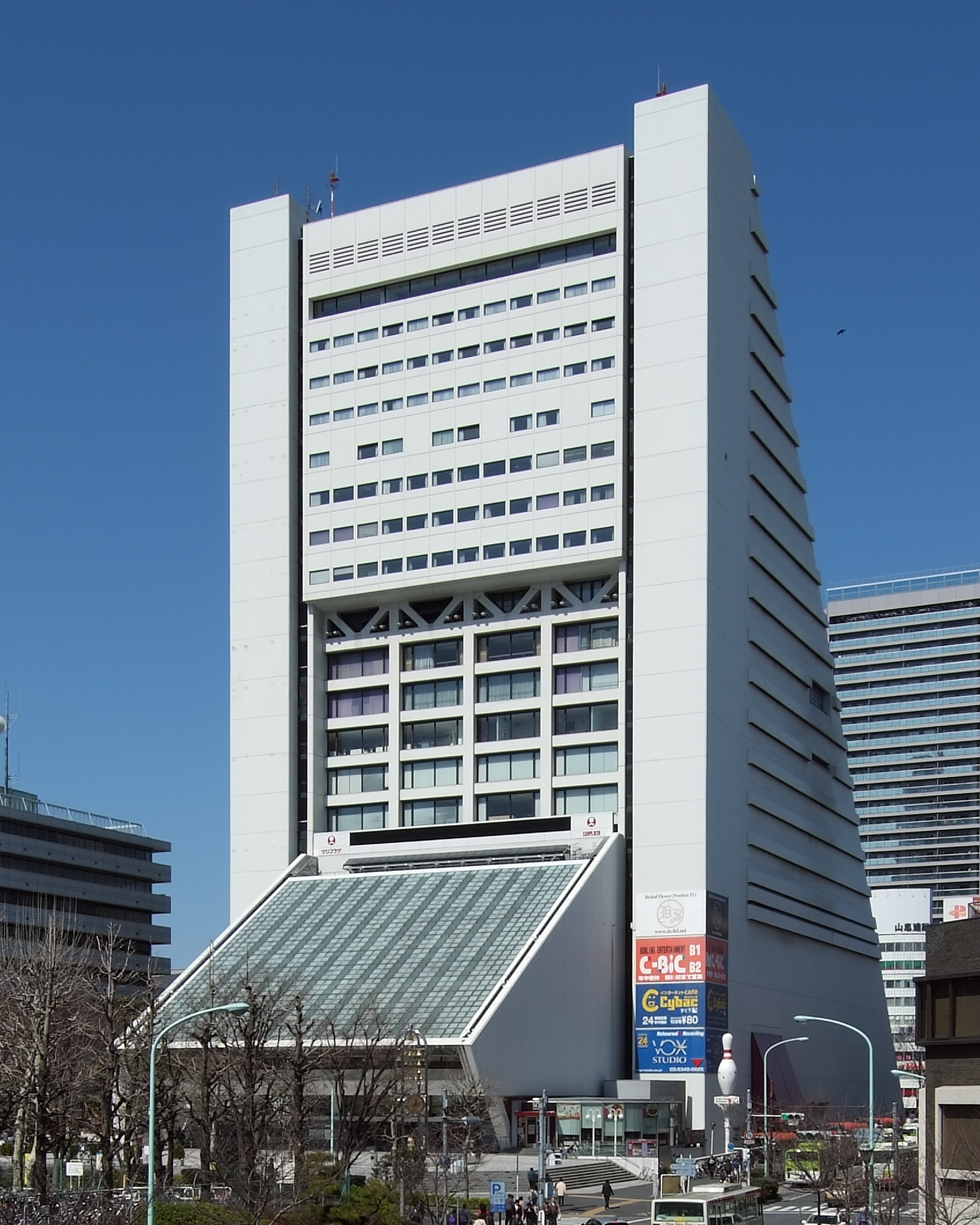
東京公演の会場となった中野サンプラザ

ハロー!プロジェクトのコンサートは毎年2回行われており、ハロー!プロジェクトの研修生『ハロプロエッグ』出身であるアップアップガールズ（仮）のメンバーも、ハロプロエッグに所属していた頃はバックダンサーとして出演していた。しかし、ハロー!プロジェクトのメンバーとしてデビューすることなく、ハロプロエッグの研修課程を修了することになった。その後、アップフロントガールズ（仮）を結成し、佐保明梨の加入・アップアップガールズ（仮）への改名などを経て、ハロー!プロジェクトには所属せず活動していた。
一方、2013年冬に行われるハロー!プロジェクトのコンサートは、ハロー!プロジェクトの誕生15周年を記念して行われ、ハロー!プロジェクトのOGが多数出演することになっていた。例えば、2013年1月2日のコンサートでは、里田まい（カントリー娘。）がゲストとして登場し、夫の田中将大（東北楽天ゴールデンイーグルス）が客席で見学する中、カントリー娘。に紺野と藤本の「浮気なハニーパイ」を披露した。さらに、ハロー!プロジェクトのプロデューサーであるつんく♂サイドで、ハロプロエッグのOGも同コンサートに出演させようという話が出ていた。
2012年11月29日、アップアップガールズ（仮）のメンバーは、アップアップガールズ（仮） 2nd LIVE 六本木決戦（仮）のリハーサルを行っていた。その中で、同グループのマネージャーは、2013年1月6日に中野サンプラザで行われるハロー!プロジェクトのコンサートにゲスト出演することをメンバーに通達した。メンバーの森咲樹はこの通達を受け、複雑な思いを抱いたという。THE ポッシボー（後のチャオ ベッラ チンクエッティ）や吉川友とは違い、アップアップガールズ（仮）のメンバーは「ハロプロを去らなきゃいけなくなった身の子たち」であるというのがその理由である。また、古川小夏も同様の思いを抱いていた。佐保は、ハロー!プロジェクトのコンサートに出演することはもう無いだろうと考えていたため、びっくりしたという。
同年12月28日、ハロー!プロジェクト公式サイトにおいて、アップアップガールズ（仮）がハロー!プロジェクトのコンサート『Hello! Project 誕生15周年記念ライブ2013冬』の「ブラボー」公演にゲストとして出演することが公表された。同時に、アップアップガールズ（仮）と同じくハロプロエッグ出身であるTHE ポッシボー・吉川友が別の日（別の時間帯）に行われる公演に出演することも発表された。

## 出演回

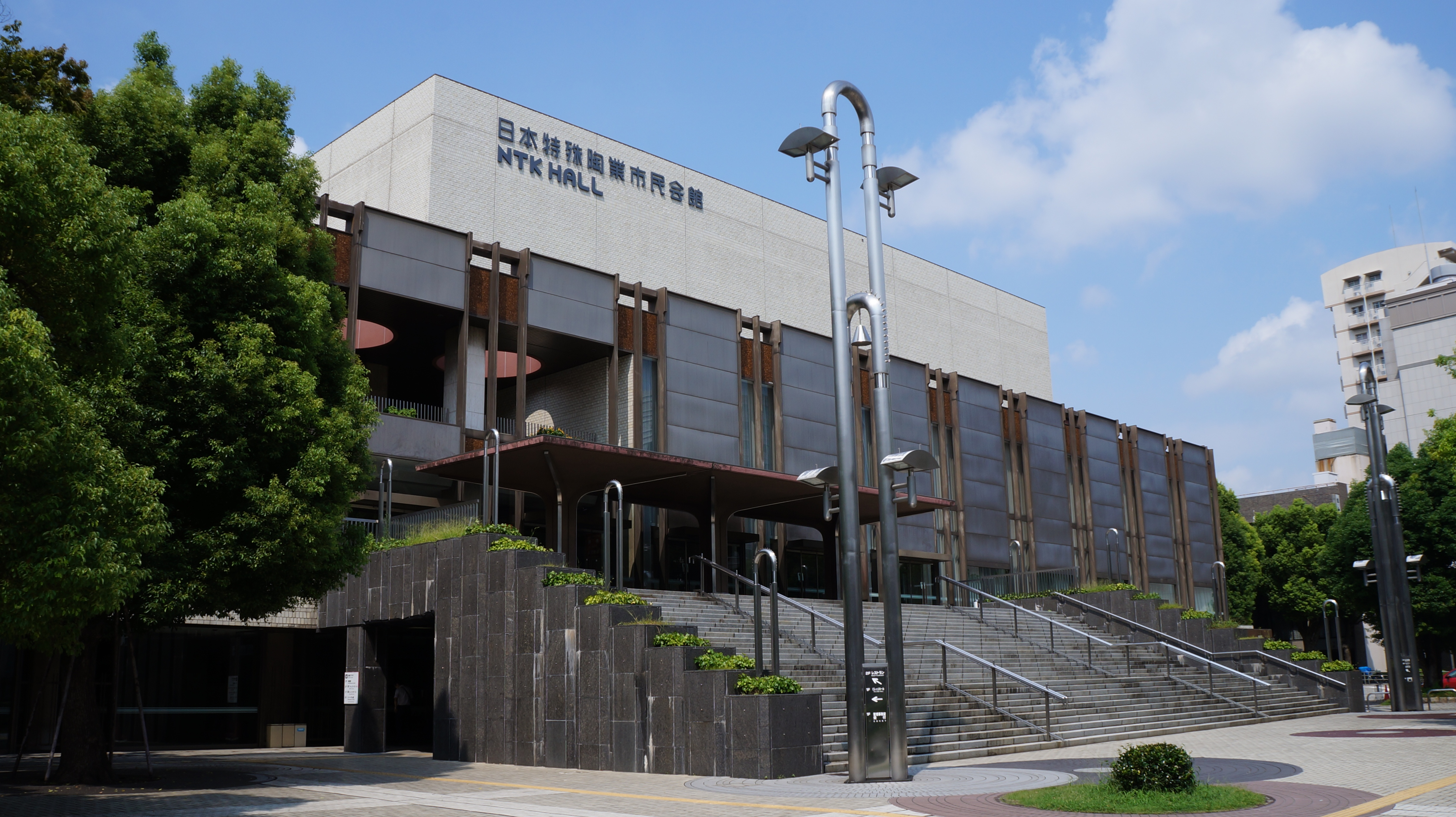
名古屋公演の会場となった日本特殊陶業市民会館（名古屋市民会館）

出演したのは以下の2回。アップアップガールズ（仮）のメンバーにとって、約2年振りのハロー!プロジェクトコンサート出演となる。
| 日付          | 会場名               |
| ------------- | -------------------- |
| 2013年1月06日 | 中野サンプラザ       |
| 2013年1月20日 | 日本特殊陶業市民会館 |

このうち、1月20日に行われた『日本特殊陶業市民会館』でのゲスト出演の模様は、BD『Hello! Project 誕生15周年記念ライブ2013冬 〜ビバ！・ブラボー！〜完全版』に収録されている。

## 1月6日
2013年1月6日、アップアップガールズ（仮）のメンバーは中野サンプラザの楽屋に入った。佐保は、ファンが「チケット買えなかった」と言っていたため「アップアップのファンはほとんどいない」と判断していた。楽屋では、アップアップガールズ（仮）のマネージャーより、前日にゲストとして出演したTHE ポッシボーのメンバーが「笑えるぐらい」「緊張してた」ことを伝えられた。（舞台上の）応援席にも（ハロー!プロジェクトの）メンバーがいるということもその要因のひとつになっているという。その後、元ハロプロエッグメンバーで、モーニング娘。メンバーの譜久村聖が客席で見守る中、本番で披露する「チョッパー☆チョッパー」のリハーサルが行われた。アップアップガールズ（仮）の歌に割り当てられた時間は3分20秒であり「チョッパー☆チョッパー」はワンハーフ（1番と最後のサビ）で披露することになっていた。
リハーサル終了後、マネージャーは「チョッパー☆チョッパー」のコール＆レスポンスの部分について「もっと走って欲しい」「全速力で走るぐらいの感じにしてほしい」「好き勝手やるぞーっていう感じの勢いをもっと前に出して欲しい」と注文をつけた。また、メンバーはこの日の1回目の公演を見学した。森は「ハロー！プロジェクトの先輩方の実力というか、すごさを実感しました」と感想を語った。
アップアップガールズ（仮）が出演する回の本番の10分前、出演者全員が集合し、円陣を組んだが、アップアップガールズ（仮）のメンバーはその輪の中に入ることなく、掛け声も発することなく聞いているだけであった。新井愛瞳は「懐かしかった」が「私たちハロプロじゃないから」と感想を残した。
コンサートが始まり、ゲストコーナーまで進んだところで、司会のまことの紹介によりアップアップガールズ（仮）がステージ上に登場した。そして、仙石みなみが「私たちはハロプロエッグを辞めさせられて」と言ったところ、会場の観客からは笑いがおこった。このMCはメンバー全員で考えたが、言った後に客席が静まり返ってしまうのではないかという不安もあったという。古川は「辞めて」ではなく「辞めさせられて」という言葉を使うことにより「私たちの気持ちを一番分かってもらえる」とコンサート出演後に説明した。
「チョッパー☆チョッパー」のパフォーマンスについては「とにかく走りました」と森が言うような全力を出したものとなった。ステージ上にあった階段・ひな段も使って走り、応援席にいたモーニング娘。の田中れいなが驚いた表情をしていたという。また、道重さゆみは「『なんでこんな声援あるの』みたいな感じの目」だったという。
パフォーマンス終了後、アップアップガールズ（仮）のメンバーは感想を語った。佐藤綾乃・関根梓は佐保の事前の予想とは異なり、アップアップガールズ（仮）のファンがいたということに驚いていた。また、出演することに複雑な思いがあった森は「純粋に楽しかった」と語り、同様の思いがあった古川は「本当に出てよかった」と語った。新井はハロー!プロジェクトのコンサートでマイクを持ってオリジナル曲を歌えたことが「一番嬉しかった」と語った。